# 에볼루션 X
에볼루션 X (Evolution X)는 안드로이드 모바일 플랫폼 기반의 스마트폰 및 태블릿 컴퓨터용 자유 및 오픈 소스 운영 체제이다. AOSP 기반으로 만들어졌지만 구글 픽셀 UI 기반으로 개발되었기 때문에 설치할 때 플레이 스토어 등이 포함되어 있는 GAPPS 파일이 필요없다.

## 개발
구글 픽셀 UI 기반으로 만들어져 추가 설정 메뉴, 기본 배경화면 이외에는 구글 픽셀과 거의 똑같다. 

## 미리 설치된 앱
구글 픽셀 UI 기반으로 개발되었기 때문에 미리 설치된 앱 또한 구글 픽셀과 같다.
- 구글 전화 - 전화 걸 수 있는 앱
- 구글 메시지 - SMS 메시지
- 구글 주소록 - 연락처 추가 및 조회
- 구글 캘린더 - 일정 추가 및 조회
- 구글 시계 - 세계 시간, 알람 맞추기, 스톱워치, 타이머
- 카메라 - 사진 및 동영상 촬영
- 픽셀 런처 - 기본 홈화면
- 구글 픽셀 팁 - 팁을 알아볼 수 있지만 따라할 수 없는 기능이 조금 있음
- 플레이 스토어 - 앱 설치
- 디지털 웰빙 - 휴대폰 사용 시간 측정, 집중 모드

## 같이 보기
- 구글 픽셀
- 픽셀 익스피리언스 - 에볼루션 X의 기반이 되는 커스텀 펌웨어이다.